# Aero A.19
Aero A.19 là một loại máy bay tiêm kích hai tầng cánh của Tiệp Khắc trong năm 1923.

## Tính năng kỹ chiến thuật (A.19)
Đặc tính tổng quan
- Kíp lái: 1
- Chiều dài: 7 m (23 ft 0 in)
- Sải cánh: 8,4 m (27 ft 7 in)
- Diện tích cánh: 19,2 m2 (207 foot vuông)
- Trọng lượng rỗng: 793 kg (1.748 lb)
- Trọng lượng có tải: 1,003 kg (2 lb)
- Động cơ: 1 × Breitfeld & Danek Perun I , 130 kW (170 hp)

Hiệu suất bay